# Schenkia opacula
Schenkia opacula är en stekelart som först beskrevs av Thomson 1883.  Schenkia opacula ingår i släktet Schenkia och familjen brokparasitsteklar. Arten är reproducerande i Sverige. Inga underarter finns listade i Catalogue of Life.